# モンゴメリー郡 (ミシシッピ州)
モンゴメリー郡（英: Montgomery County）は、アメリカ合衆国ミシシッピ州の中央部に位置する郡である。2010年国勢調査での人口は10,925人であり、2000年の12,189人から10.4%減少した。郡庁所在地はウィノナ市（人口5,043人）であり、同郡で人口最大の都市でもある。郡名は、アメリカ独立戦争の将軍であり、1775年にカナダのケベック市を奪おうとしているときに戦死したリチャード・モントゴメリーか、あるいは初期の開拓者の出身地だったテネシー州モンゴメリー郡に因んで名付けられた。後者の場合は間接的に、テネシー州クラークスビルを設立した開拓者のジョン・モンゴメリーに因むことになる。

## 地理
アメリカ合衆国国勢調査局に拠れば、郡域全面積は407.86平方マイル (1,056.4 km2)であり、このうち陸地406.85平方マイル (1,053.7 km2)、水域は1.02平方マイル (2.6 km2)で水域率は0.25%である。

### 主要高規格道路
- 州間高速道路55号線
- アメリカ国道51号線
- アメリカ国道82号線

### 隣接する郡
- グレナダ郡 - 北
- ウェブスター郡 - 北東
- チョクトー郡- 東
- アタラ郡 - 南
- キャロル郡 - 西

## 人口動態
以下は2000年の国勢調査による人口統計データである。
| 基礎データ - 人口: 12,189人 - 世帯数: 4,690 世帯 - 家族数: 3,367 家族 - 人口密度: 12人/km2（30人/mi2） - 住居数: 5,402軒 - 住居密度: 5軒/km2（13軒/mi2） 人種別人口構成 - 白人: 54.25% - アフリカン・アメリカン: 44.95% - ネイティブ・アメリカン: 0.08% - アジア人: 0.25% - 太平洋諸島系: 0.02% - その他の人種: 0.07% - 混血: 0.37% - ヒスパニック・ラテン系: 0.85% 先祖による構成 - アフリカ系：44.95% - イギリス系：42.1% - スコットランド・アイルランド系：1% | 年齢別人口構成 - 18歳未満: 26.8% - 18-24歳: 8.9% - 25-44歳: 25.3% - 45-64歳: 22.4% - 65歳以上: 16.7% - 年齢の中央値: 37歳 - 性比（女性100人あたり男性の人口） - 総人口: 86.4 - 18歳以上: 81.1 世帯と家族（対世帯数） - 18歳未満の子供がいる: 32.6% - 結婚・同居している夫婦: 48.5% - 未婚・離婚・死別女性が世帯主: 18.8% - 非家族世帯: 28.2% - 単身世帯: 26.1% - 65歳以上の老人1人暮らし: 13.6% - 平均構成人数 - 世帯: 2.57人 - 家族: 3.10人 | 収入と家計 - 収入の中央値 - 世帯: 25,270米ドル - 家族: 31,602米ドル - 性別 - 男性: 26,590米ドル - 女性: 17,639米ドル - 人口1人あたり収入: 14,040米ドル - 貧困線以下 - 対人口: 24.3% - 対家族数: 21.9% - 18歳未満: 34.8% - 65歳以上: 25.4% |

## 都市と町

### 都市
- ウィノナ - 郡庁所在地

### 町
- ダックヒル
- キルミカエル

### 未編入の町
- ローダイ
- ポプラクリーク
- シブリートン
- スチュワート
- スウィートマン

## 教育
郡内の公共教育は下記2つの教育学区が管轄している。
- モンゴメリー郡教育学区
- ウィノナ分離教育学区

私立学校としては、ウィノナ・クリスチャン学校がある。